# Filmåret 1954

## Årets filmer

### 1
- 1954 års vinter-VM i Sverige

### A - G
- Anaconda
- Av hela mitt hjärta
- Barfotagrevinnan
- Brigadoon
- Broarna vid Toky-Ri
- Casino Royale
- Café Lunchrasten
- Dagstidningskåsörerna
- Dans på rosor
- De djävulska
- De sju samurajerna
- En karl i köket
- En lektion i kärlek
- En natt på Glimmingehus
- En stjärna föds
- En världsomsegling under havet
- Farlig frihet
- Flicka med melodi
- Flicka utan namn
- Flickan, hunden och bilen
- Flottans glada gossar
- Fönstret åt gården
- Förtrollad vandring
- Gladiatorerna
- Grön eld
- Gud Fader och tattaren
- Gula divisionen

### H - N
- Herr Arnes penningar
- I rök och dans
- Kanske en Casanova
- Karin Månsdotter
- La Strada - landsvägen
- Mannen du gav mig
- Mellan himmel och hav
- Moonlight serenade
- Mord på nattexpressen
- Myteriet på Caine
- Mästerdetektiven
- Neapels guld

### O - U
- Phffft!
- Prins Valiant
- På farligt uppdrag
- Röda strumpeband
- Sabrina
- Salka Valka
- Saskatchewan
- Seger i mörker
- Sex i elden
- Simon syndaren
- Sju brudar, sju bröder
- Skanderbeg
- Skrattbomben
- Slå nollan till polisen
- Som i drömmar
- Storstadshamn
- Sånt händer med flickor
- Taxi 13
- Tre flickor i Rom
- Ung man söker sällskap

### V - Ö
- Vera Cruz
- White Christmas[1]
- Åsa-Nisse på hal is[2]
- Östermans testamente

## Födda
- 29 januari
  - Terry Kinney, amerikansk skådespelare.
  - Oprah Winfrey, amerikansk TV-programledare och skådespelare.
- 6 februari – Victoria Kahn, svensk skådespelare, mimare, sångare, koreograf och teaterregissör.
- 14 februari – Per Christian Ellefsen, norsk skådespelare.
- 17 februari – Rene Russo, amerikansk skådespelare.
- 18 februari – John Travolta, amerikansk skådespelare.
- 26 februari – Stina Ekblad, finlandssvensk skådespelare.
- 1 mars – Ron Howard, amerikansk skådespelare, regissör och filmproducent.
- 4 mars – Catherine O'Hara, kanadensisk skådespelare.
- 11 mars – David Newman, amerikansk kompositör av framför allt filmmusik.
- 12 mars – Rolf Sohlman, svensk skådespelare, regissör, filmproducent och manusförfattare.
- 14 mars – Claes Ljungmark, svensk skådespelare.
- 23 mars – Thomas Svanfeldt, svensk skådespelare.
- 5 april – Anna-Lotta Larsson, svensk sångerska och skådespelare.
- 7 april – Jackie Chan, kinesisk skådespelare
- 8 april – Börje Hansson, svensk producent och manusförfattare.
- 9 april – Dennis Quaid, amerikansk skådespelare.
- 15 april – Anita Molander, svensk skådespelare, dansare och regissör.
- 16 april – Ellen Barkin, amerikansk skådespelare.
- 18 april – Rick Moranis, kanadensisk skådespelare.
- 30 april – Jane Campion, nyzeeländsk regissör och manusförfattare.
- 7 maj
  - Amy Heckerling, amerikansk filmregissör, producent och manusförfattare.
  - Mikael Strandberg, svensk skådespelare, teaterledare och regissör.
- 13 maj – Crister Olsson (skådespelare), svensk skådespelare.
- 24 maj – Göran Thorell, svensk skådespelare.
- 26 maj – Anette Norberg, svensk skådespelare och teaterregissör.
- 30 maj – Johan Ulveson, svensk skådespelare.
- 2 juni – Dennis Haysbert, amerikansk skådespelare.
- 15 juni
  - Jim Belushi, amerikansk skådespelare.
  - Dan Laustsen, dansk filmfotograf
- 19 juni – Kathleen Turner, amerikansk skådespelare.
- 20 juli – John Davis, amerikansk filmproducent.
- 23 juli
  - Annie Sprinkle, amerikansk porrskådespelare, strippa, programledare, konstnär och författare.
  - Philip Zandén, svensk regissör och skådespelare.
- 30 juli – Ken Olin, amerikansk regissör och skådespelare.
- 8 augusti – Richard Sseruwagi, svensk skådespelare och sångare.
- 10 augusti – Michèle Bjørn-Andersen, dansk skådespelare.
- 16 augusti – James Cameron, kanadensisk regissör, manusförfattare och filmproducent.
- 18 augusti – Anki Larsson, svensk skådespelare.
- 4 september – José Castro, svensk skådespelare.
- 9 september – Jeffrey Combs, amerikansk skådespelare.
- 9 oktober – Johan Hedenberg, svensk skådespelare, regissör och manusförfattare.
- 23 oktober
  - Ang Lee, taiwanesisk-amerikansk filmregissör.
  - Mats Lindblom, svensk skådespelare, sångare och regissör.
- 27 november – Patricia McPherson, amerikansk skådespelare.
- 29 november – Joel Coen, amerikansk regissör, filmproducent och manusförfattare.
- 30 november – Suzanne Ernrup, svensk skådespelare.

## Avlidna
- 4 februari – Ragnar Widestedt, 66, svensk skådespelare, sångare, kompositör och regissör.
- 24 februari – Millan Fjellström, 71, svensk skådespelare.
- 11 mars – Bertil Brusewitz, 71, svensk skådespelare.
- 24 mars – Millan Olsson, 57, svensk skådespelare.
- 30 mars – Pauline Brunius, 73, svensk skådespelare, manusförfattare, regissör och teaterchef.
- 17 april – Georg Enders, 56, svensk filmmusikkompositör.
- 27 april – Henrik Jaenzon, 67, svensk fotograf och filmfotograf.
- 21 maj – Anton de Verdier, 75, svensk skådespelare.
- 10 juni – Gustaf Edgren, 59, svensk regissör, manusförfattare och producent.
- 15 juni – Helfrid Lambert, 86, svensk skådespelare och operettsångerska.
- 28 augusti – Torsten Hillberg, 62, svensk skådespelare.
- 3 december – Helge Karlsson, 70, svensk skådespelare och teaterledare.
- 5 december – Dagmar Ebbesen, 63, svensk skådespelare och sångerska.
- 17 december – Olga Hellquist, 60, svensk skådespelare.
- 23 december – Georg Fernquist, 71, svensk teaterkamrer och skådespelare.
- 28 december – Sölve Cederstrand, 54, svensk journalist, manusförfattare och regissör.

### Fotnoter
1. ↑  IMDB, läst 1 mars 2012
2. ↑  IMDB, läst 29 februari 2012